# Paul-Armand Silvestre

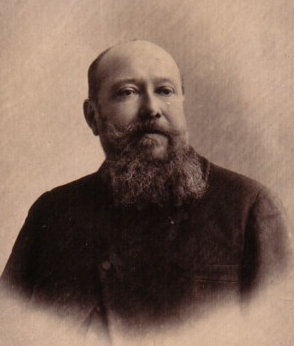
Armand Silvestre

Paul-Armand Silvestre (* 18. April 1837 in Paris; † 19. Februar 1901 in Toulouse) war ein französischer Schriftsteller und Literaturkritiker.
Silvestre studierte an der École polytechnique mit der Absicht, später in der Armee Karriere zu machen. Dieses Studium konnte er 1859 abschließen, doch seine Laufbahn als Offizier ging nicht in Erfüllung. 1870 bekam er eine Anstellung im Finanzministerium und konnte dort derart erfolgreich reüssieren, dass er 1896 in die Ehrenlegion aufgenommen wurde.
Im gleichen Jahr berief man Silvestre zum „Inspecteur des Beaux-Arts“. Zu dieser Zeit war er bereits mit einigen namhaften Vertretern der Parnassiens befreundet. Spätestens als Alphonse Lemerre ihn zur Mitarbeit an der später berühmt gewordenen Anthologie Le Parnasse contemporain aufforderte, war er einer von diesen.
Acht Wochen vor seinem 64. Geburtstag starb Paul-Armand Silvestre nach kurzer Krankheit am 19. Februar 1901 in Toulouse.

## Werke (Auswahl)
Lyrik
- La chanson des heures. 1878
- Le chemin des étoiles. 1885
- Les renaissances. 1870
- Rimes neuves ett vieilles. 1866

Theaterstücke
- Sappho. Drame. 1881
- Henry VIII (Musik von Camille Saint-Saëns)
- Drames sacres (Musik von Charles Gounod)